# Championnat de Suisse de football de deuxième division 2010-2011
Navigation
Challenge League 2009-2010 Challenge League 2011-2012
Le championnat de Suisse de football Challenge League 2010-2011 a commencé le 23 juillet 2010 et s'est terminé le 25 mai 2011.
Le FC Lausanne-Sport a été sacré champion de deuxième division et le Servette FC a gagné ses deux matchs de barrage contre l'AC Bellinzona, ils ont ainsi été promus en Super League pour la saison 2011-2012. Ce sont le FC Saint-Gall et l'AC Bellinzona qui les remplacent en Challenge League pour la saison prochaine.
Le FC Schaffhausen et l'Yverdon-Sport FC ont quant à eux été relégués en 1re ligue.

## Clubs
| - FC Aarau - FC Bienne - FC Chiasso - SR Delémont | - SC Kriens - FC Lausanne-Sport - FC Locarno - FC Lugano | - FC Schaffhouse - Servette FC - Stade Nyonnais FC - FC Vaduz | - FC Wil - FC Winterthur - FC Wohlen - Yverdon-Sport FC |